# Antonino Ferrarotto
Antonino Ferrarotto (Catania, 1834 – Catania, 1920) è stato un filantropo e politico italiano. Fu sindaco facente funzioni del Comune di Catania dall'agosto fino alla fine di dicembre del 1883 e successivamente dal 29 marzo 1888 al 23 luglio 1889.

## La vita e gli Ospedali
Membro di una famiglia aristrocratica lentinese, figlio di Giuseppe Di Paola Ferrarotto (nato nel 1797) e di Lucrezia Alessi, Antonino Ferrarotto ed Alessi a partire dagli anni '80 dell'Ottocento divenne direttore dell'Ospizio municipale di mendicità in Catania, già Grande Albergo dei Poveri (oggi ospedale Garibaldi), collocato nel luogo dell'antica Mecca.
Nel 1881 fu assessore municipale dell'Annona al Comune di Catania, ricevendo l'onorificenza di Cavaliere della Corona d'Italia.
In qualità di « assessore anziano » del Comune, Ferrarotto firmò un bando di manuntenzione ed espurgo del 30 dicembre 1885, pubblicato nel "Supplemento Inserzioni alla Gazzetta Ufficiale del Regno d'Italia".
L'anno dopo (1886), su proposta di Ferrarotto Alessi, il comune di Catania approvò un progetto redatto dall'ingegnere Giuseppe Lanzerotti (1846-1932), padre di Paolo, per l'ampliamento dei fabbricati dell'ospizio e per l'acquisto di diversi tratti di terreno, determinando i nuovi confini con la creazione di strade pubbliche (il prolungamento di Viale Regina Margherita, futuro viale Mario Rapisardi, dov'erano sorte le ville nobiliari), nei pressi di piazza Santa Maria di Gesù.
Nel 1888 scrisse una relazione sullo stato dell'ospizio. Fu sindaco facente funzioni del Comune di Catania dal 29 marzo 1888 al 23 luglio 1889. Sempre nel 1888 fondò il Sanatorio Ferrarotto, annesso all'Ospedale Vittorio Emanuele, e che nel gennaio del 1899, « in piena crisi politica e amministrativa comunale, si insediò un nuovo consiglio di amministrazione presieduto da Antonino Ferrarotto e composto dai consiglieri Ferdinando Fulci e Nicolò Di Lorenzo, mentre il nuovo segretario era l'avvocato Gaetano Salemi ».
Più tardi, già presidente dell'Ospedale civico « Vittorio Emanuele », venne da lui fondato il Presidio ospedaliero "Ferrarotto Alessi" di Catania nel 1905 col dono cospicuo di 80 mila lire, come ricorda una lapide commemorativa all'interno del presidio:
Per il quadriennio 1909-1912 e quindi di nuovo nel 1916 e nel 1920 fu membro della Commissione provinciale di Assistenza e di Beneficenza pubblica di Catania.
Ferrarotto con i suoi generosi lasciti permise l'istituzione dell'Ospedale catanese che recò il suo nome e che fu ubicato tra la via Cronato e via Salvatore Citelli, lungo la via Carlo Forlanini.
Inoltre, un busto dedicato a lui venne posto all'interno del Presidio, e venne intitolata una via civica nel rione di « Barriera ».

## Scritti
- Antonino Alessi Ferrarotto, direttore, Ospizio municipale di mendicità in Catania: relazione al Consiglio comunale di Catania, tip. C. Galàtola, Catania, 1888.

## Curiosità
Nel corso dell'Ottocento e del Novecento i Cicala-Ferrarotto dimorarono a Catania nel Palazzo Ferrarotto di viale XX Settembre numero 5, eretto fra il 1874 e il 1892 all'incrocio con Via Etnea su disegno dell'architetto Mariano Falcini, fra l'altro sede del Circolo Ufficiali, sodalizio frequentato da Giovanni Verga e da Federico De Roberto, scrittori.
Il 18 luglio 1913, negli annunci giudiziari della «Gazzetta Ufficiale del Regno d'Italia», la Corte d'appello di Catania, 1ª sezione civile, con procedimento del 12 luglio 1913, decreto n. 916, comunicò l'adozione dei sig. cav. Antonino e cav. Giovanni Battista, germani del fu Giuseppe Paternò Castello, per parte del signor comm. Antonino Ferrarotto fu Giuseppe Di Paola. Ferrarotto, già sposato alla nobile signora Raffaella Geronimo di Lentini, si era unito nuovamente in matrimonio con Lucrezia Paternò, ma non aveva avuto figli.